# Krigsåret 1979

## Pågående krig
- Afghansk-sovjetiska kriget (1979-1989)
  - Sovjet och Afghanistan på ena sidan
  - Afghanska mujahedin på den andra sidan

- Inbördeskriget i El Salvador (1979-1992)[1]

- Kambodjansk-vietnamesiska kriget (1977-1979)[1]
  - Kambodja under de röda khmererna på ena sidan
  - Vietnam på andra sidan

- Kinesisk-vietnamesiska kriget (1979)[1]
  - Kina på ena sidan
  - Vietnam på andra sidan

- Kriget mellan Uganda och Tanzania (1978-1979)[1]
  - Uganda på ena sidan
  - Tanzania på andra sidan

## Händelser

### Januari
- 7 - Vietnam erövrar Phnom Penh från röda khmererna under Kambodjansk-vietnamesiska kriget.[2] De röda khmererna fortsäter med gerillakrig till 1988.

### Februari
- 17 - Kina invaderar Vietnam.[2]

### Mars
- 5 - Kinas offensiv avstannar efter hårt vietnamesiskt motstånd, och Kina förklarar "straffexpeditionen" avslutad.[2]
- 14 - Kina utrymmer Vietnam.
- 26 mars - Israel och Egypten undertecknar fredsavtal.[2]

### April
- 11 april - Tanzanias styrkor intar Kampala i Uganda.[2]
- 25 april - Fredsfördraget mellan Israel och Egypten utvecklas i Sinaiöknen.[2]

### Maj
- 11 maj - Sveriges riksdag beslutar att Sverige av kostnadsskäl skall avbryta attackflygplanet B3LA.[2]

### Juni
- 4 juni - Undantagstillstånd införs i Nicaragua, där Sandinistgerillan genomför en offensiv.[2]
- 18 juni - USA och Sovjetunionen undertecknar SALT II-avtalet i Wien.[2]

### Juli
- 3 juli - Västtyskland slopar preskribtionstiden för mord. Därmed kan nazistiska krigsförbrytare från andra världskriget ställas inför rätta.[2]
- 17 juli - Efter nästan ett års inbördeskrig i Nicaragua störtas president Anastasio Somoza Debayle och tvingas fly till USA, medan sandinistgerillan griper makten.[2]

### Augusti
- 24 augusti - Iranska regeringsstyrkor intar Mahabad från de kurdiska rebellerna.[2]
- 31 augusti - USA uppger att Sovjetunionen har ett stridande förband, på cirka 3 000 man, som skickats till Kuba.[2]

### September
- 3 september - Kurdiska fästet Mahabad intas av Irans regeringsstyrkor.[2]
- 25 september - Sveriges FN-styrka vid Sinaiöknens bufferzon avslutar sitt uppdrag efter sex år. Ett mindre förband stannar dock vid Suezkanalen till december 1979.[2]

### November
- 12 november - I Sverige blir Katarina Brodin första kvinna att ta plats i Kungliga Krigsvetenskapsakademien.[2]
- 30 november – 40-årsminnet av Finska vinterkrigets utbrott 1939 uppmärksammas.[2]

### December
- 5 december - Ett hundratal sovjetiska soldater och 18 stridsvagnar lämnar Wittenberg i Östtyskland.[2]
- 21 december - Fred i Rhodesiakonflikten underteckans i London.[2]
- 25 - Sovjetunionen skickar militära styrkor som tågar in i Afghanistan.[2]

### Fotnoter
1. 1 2 3 4  ”Chronological List of All Wars”. Arkiverad från originalet den 9 oktober 2014. https://web.archive.org/web/20141009082543/http://www.correlatesofwar.org/COW2%20Data/WarData_NEW/WarList_NEW.pdf. Läst 29 juni 2011.
2. 1 2 3 4 5 6 7 8 9 10 11 12 13 14 15 16 17 18 19 20   Horisont 1979. Bertmarks